# Jardín Sierra de la Madonna
El Jardin Serre de la Madone (Jardín Sierra de la Madonna o también Jardín del invernadero de la señora) es un jardín botánico de 6 hectáreas de extensión, en Menton, Francia.
Gracias a su diseño y cultivo de especies raras de plantas está clasificado como  « Jardin Remarquable» (jardín notable de Francia).
El edificio gracias a su jardín, con los edificios, fábricas, estanques, grutas, rocallas, elementos de estatuaria y otros ornamentos que contiene (cad. BP 113; BO 6, 109): fue clasificado por decreto de 12 de diciembre de 1990 como Monumento histórico de Francia "MH".

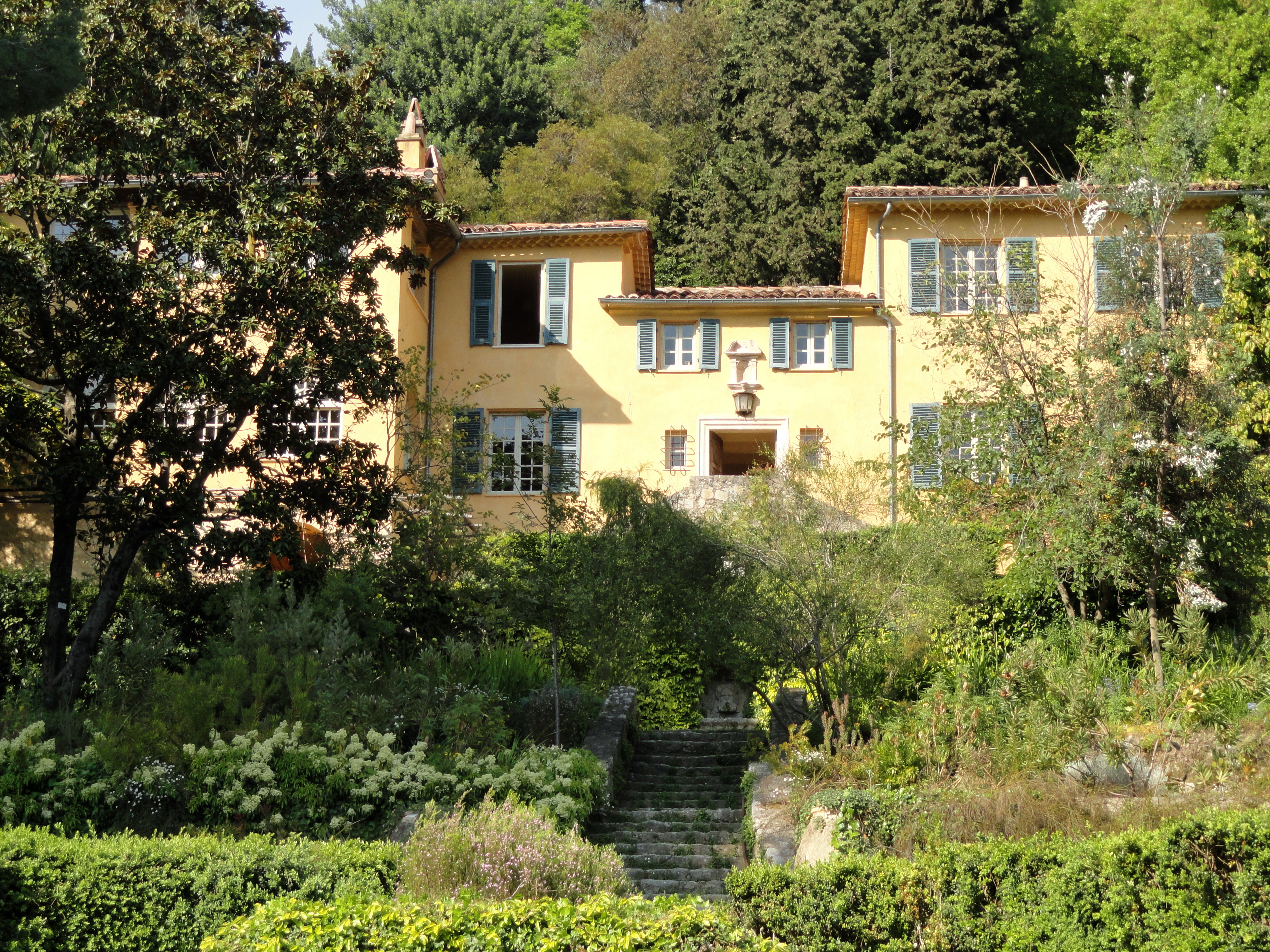
El edificio del "Jardin Serre de la Madone".

## Localización
Jardin Serre de la Madone 74, Route de Gorbio, Menton, Alpes-Maritimes, Provence-Alpes-Côte d'Azur France-Francia.
Planos y vistas satelitales, 43°46′31.8″N 7°28′31.8″E / 43.775500, 7.475500
Está abierto al público en los meses cálidos del año todos los días, excepto los lunes.

## Historia
El jardín fue creado entre 1924 y 1939 por Lawrence Johnston, creador del celebrado Hidcote Manor Garden (1907), en una ladera en el valle de Gorbio con una granja a la cual Johnston agregó dos grandes alas.
Johnston viajó por el mundo recolectando las plantas que cultivó en el jardín, y la "Serre de la Madone" ofreció un sitio excelente para las plantas de las regiones subtropicales.
En el transcurso de los años creó una serie de terrazas entre los viejos olivos, plantados y atendidos por doce jardineros.
Después de la muerte de Johnston en 1958, los sucesivos dueños lo mantuvieron con diversos grados de respeto por las plantaciones originales.
En 1999 la finca fue comprada por la asociación sin ánimo de lucro "Conservatoire du Littoral", que la está restaurando actualmente al diseño original de Johnson, proceso que en el 2008 estaba ya completado.
El edificio está clasificado en los "Monuments Historiques de France". Se encuentra recopilado en la "base Mérimée", base de bienes culturales incluidos en el patrimonio arquitectónico francés del ministerio de la Cultura, bajo la referencia PA00080768 (1992).
Algunos detalles del "Jardin Serre de la Madone".

Detalles
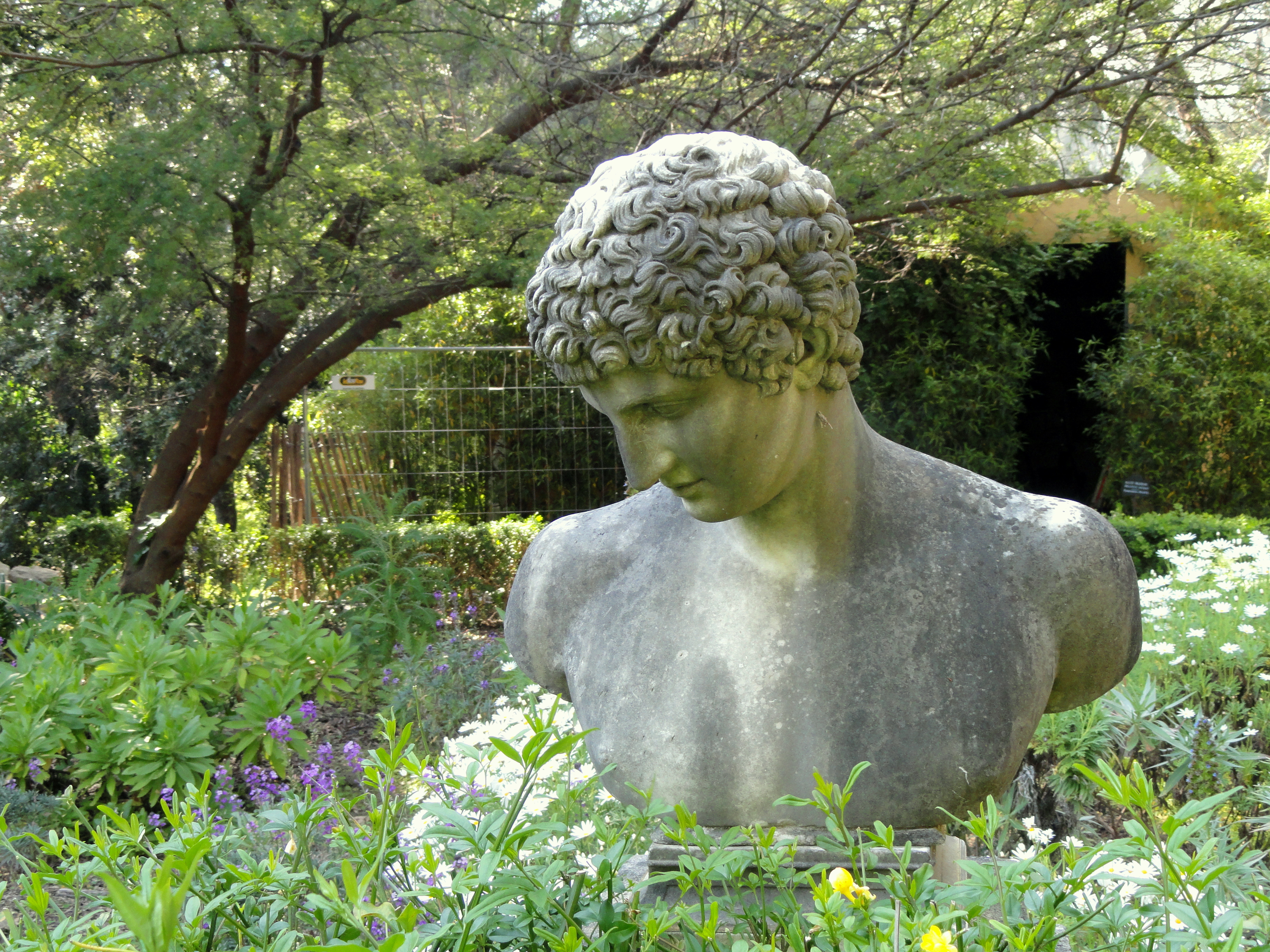
Busto en el jardín.
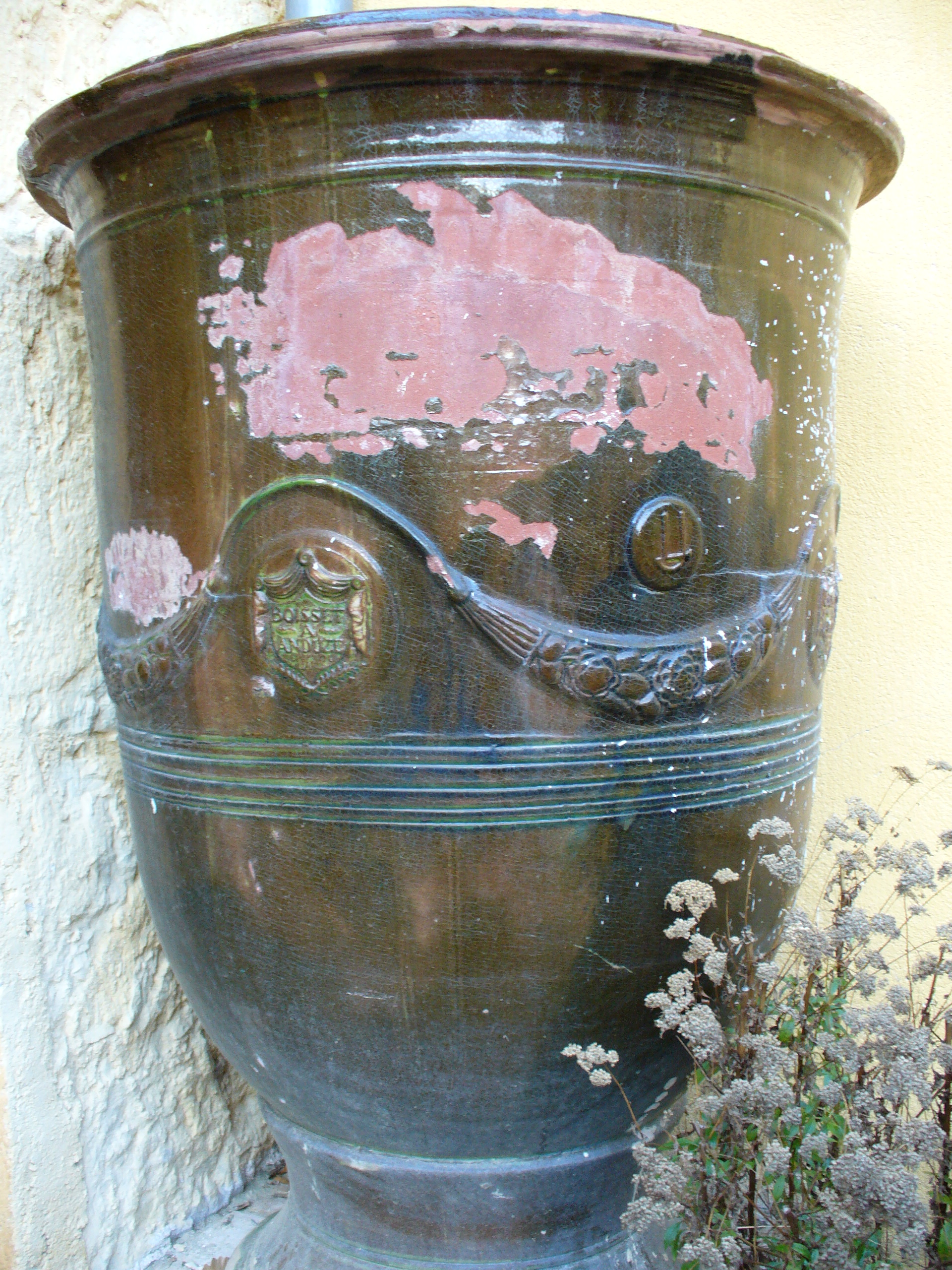
Jarrón en el jardín.
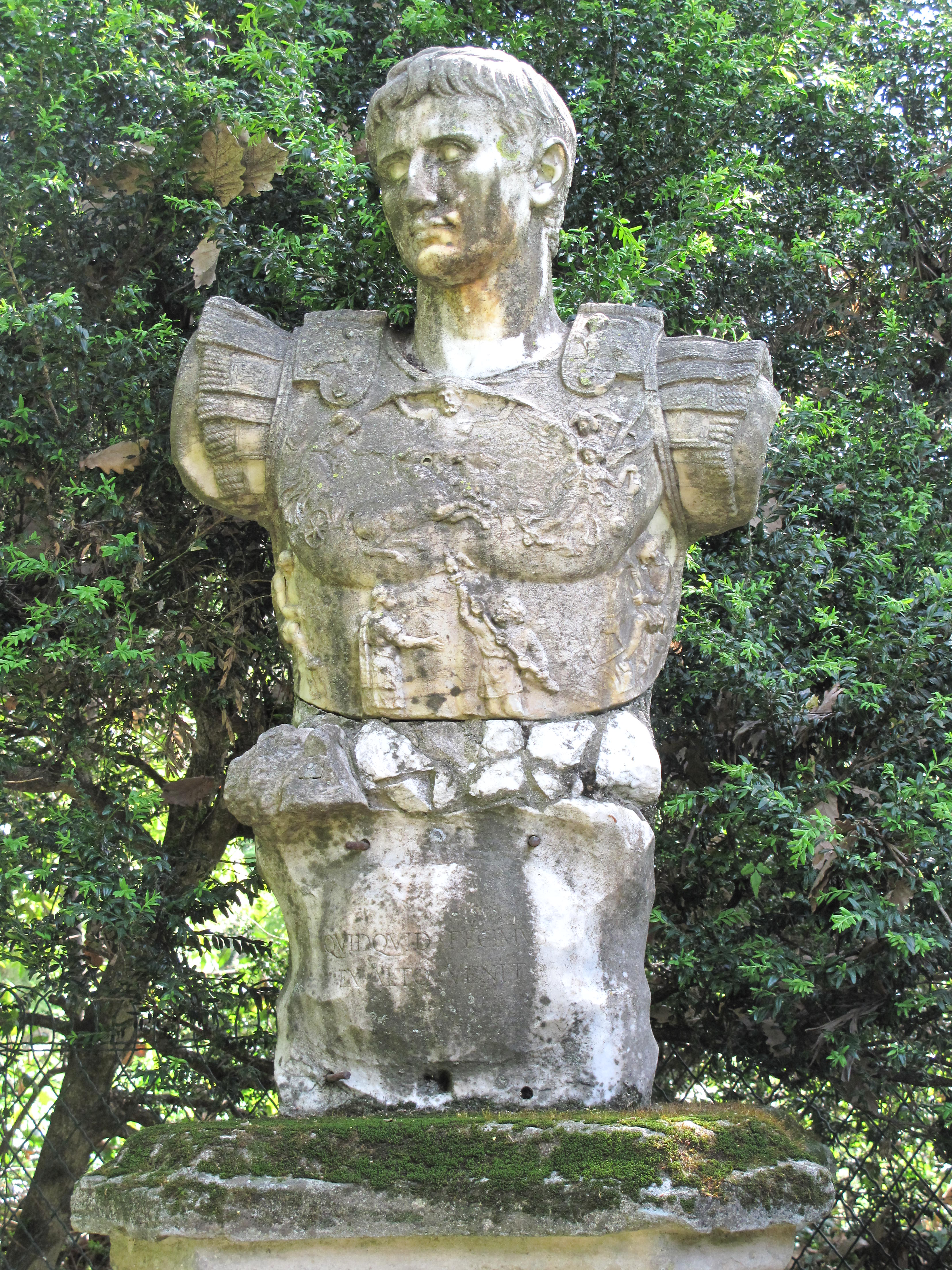
Estatua del emperador Augusto.
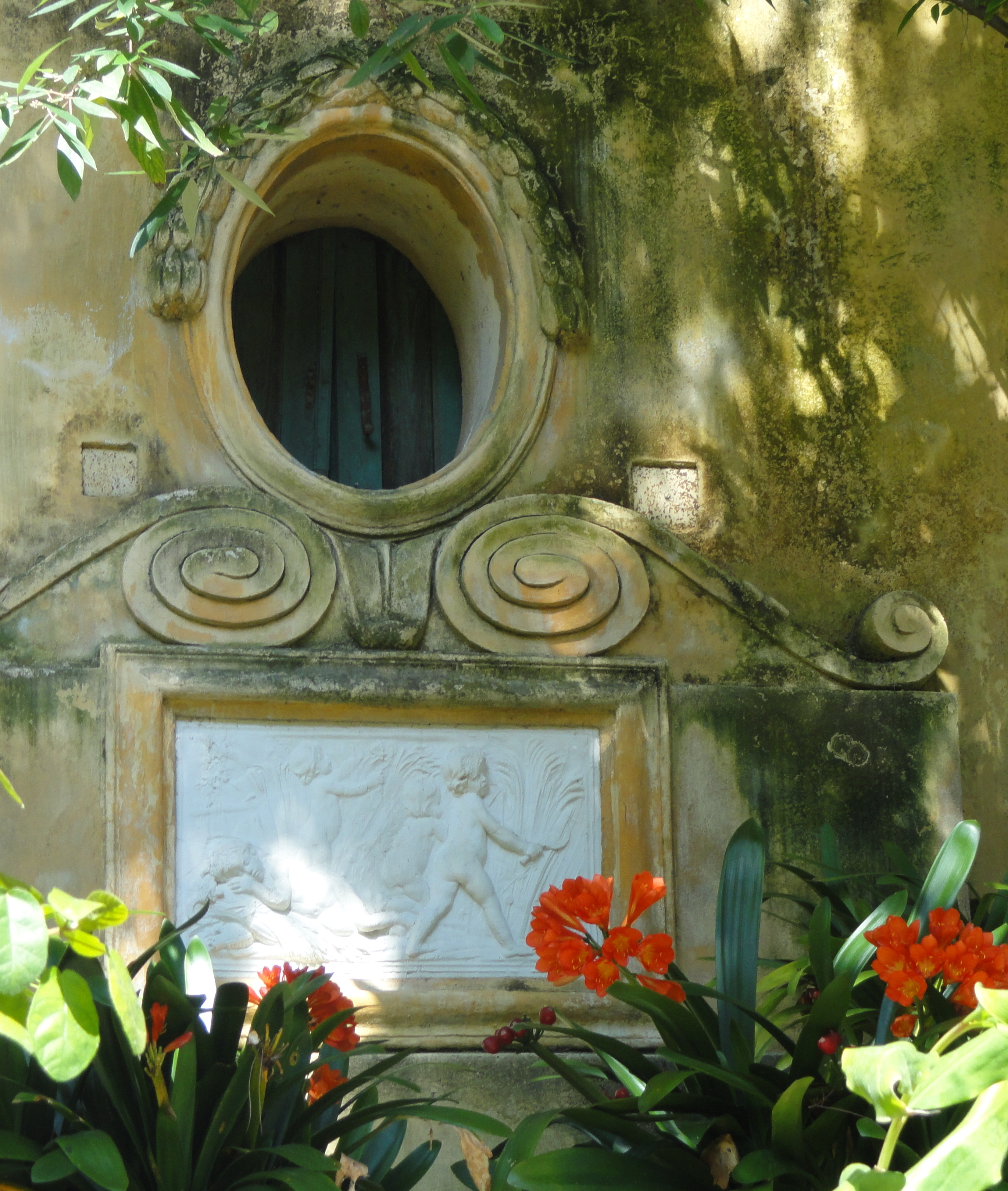
Bajorrelieve.
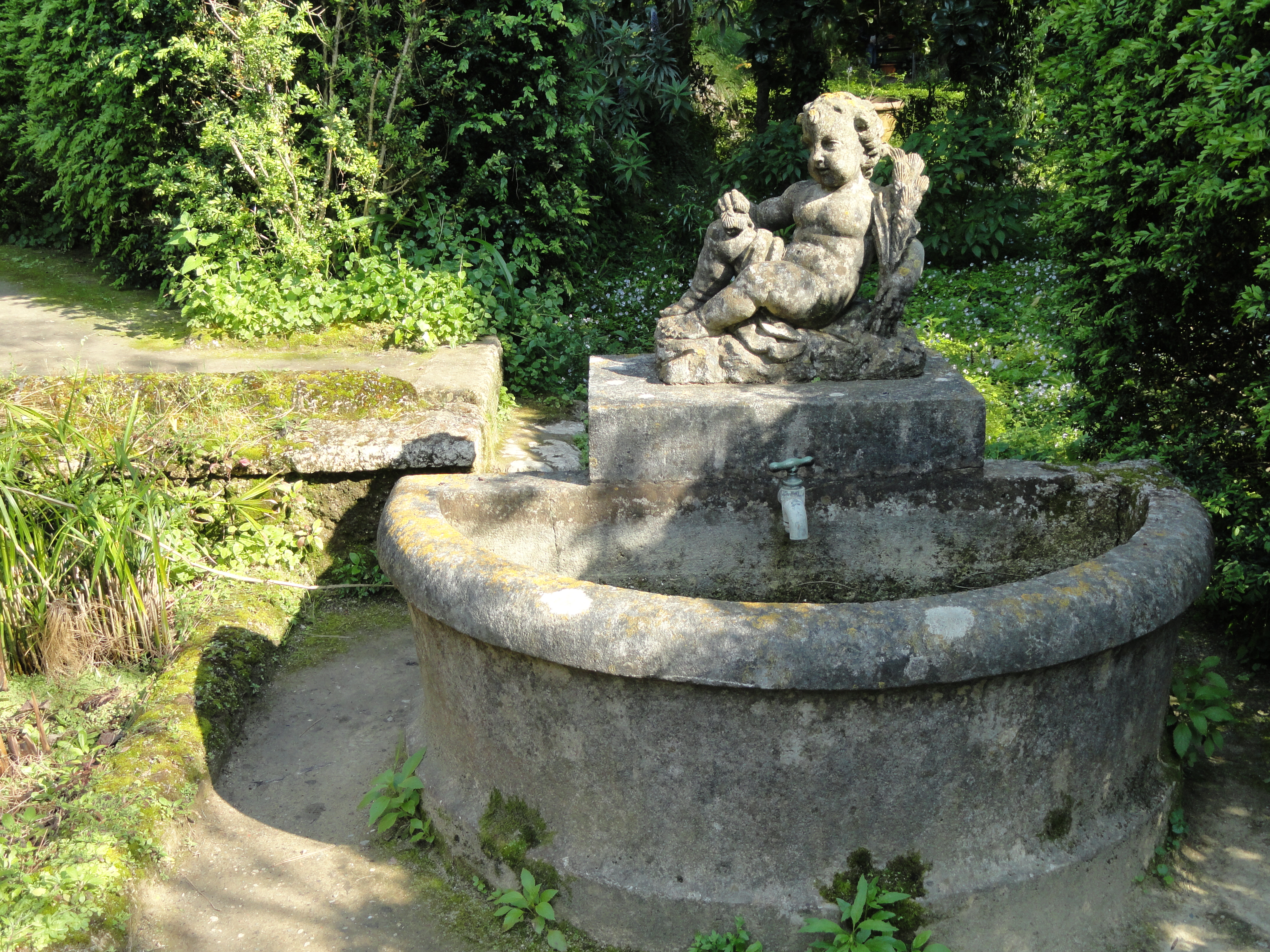
Escultura.

## Colecciones
El jardín botánico actualmente alberga una colección excelente de plantas subtropical raras centrada alrededor de un estanque doble, y terrazas escalonadas.
Como en Hidcote, Johnson utilizó setos y muros bajos para dividir el jardín en diferentes y discretas áreas. Entre sus colecciones destacan:
- Colección de cycas
- Colección de suculentas procedentes de todo el mundo.

Hay unos especímenes de plantas notables entre los que se incluyen Mahonia siamensis, Arbutus unedo, Pinus pinea, Buddleja officinalis, Rosa chinensis, y bambú,
Algunos especímenes del "Jardin Serre de la Madone".

Especímenes
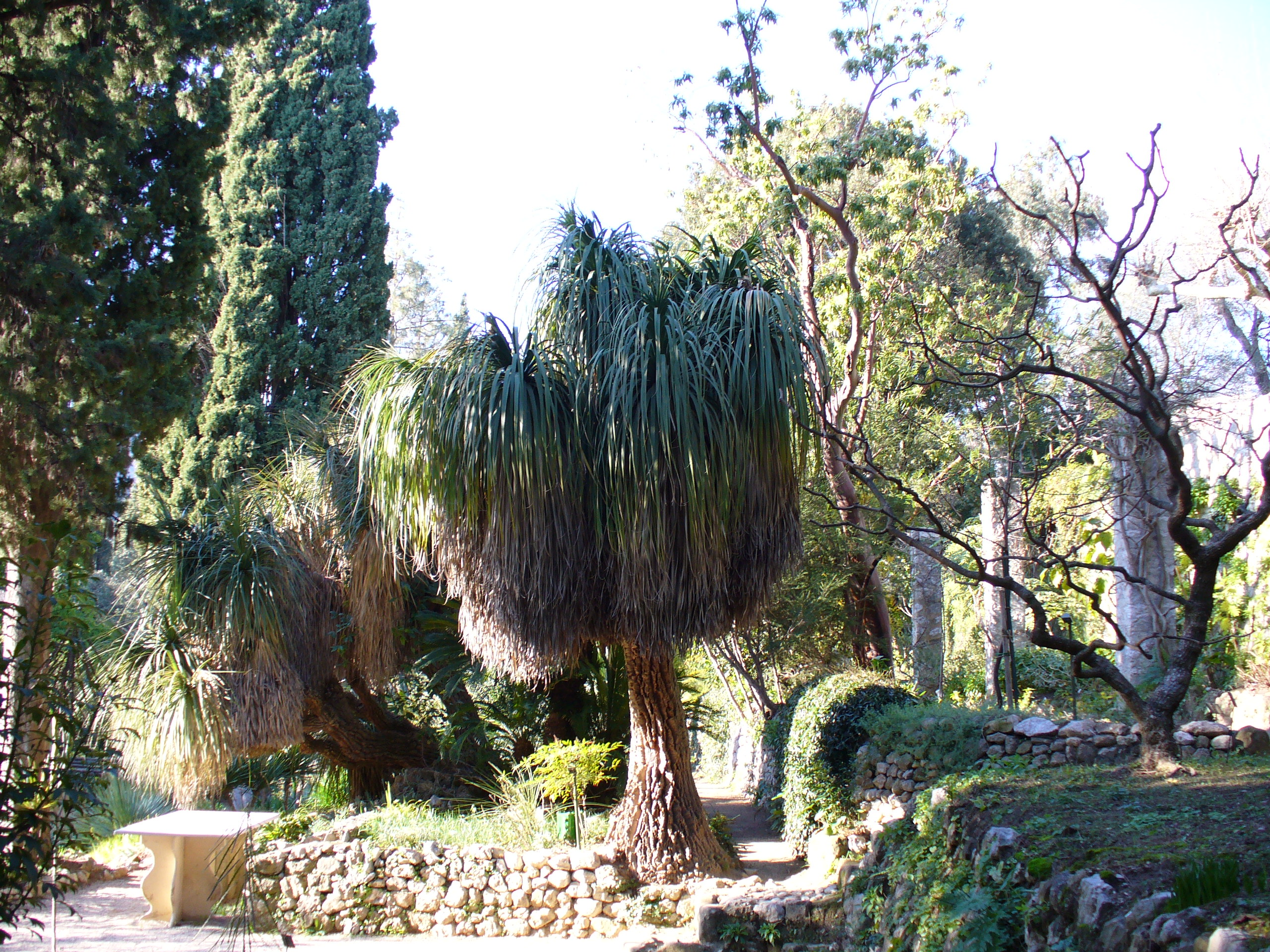
Yucca.
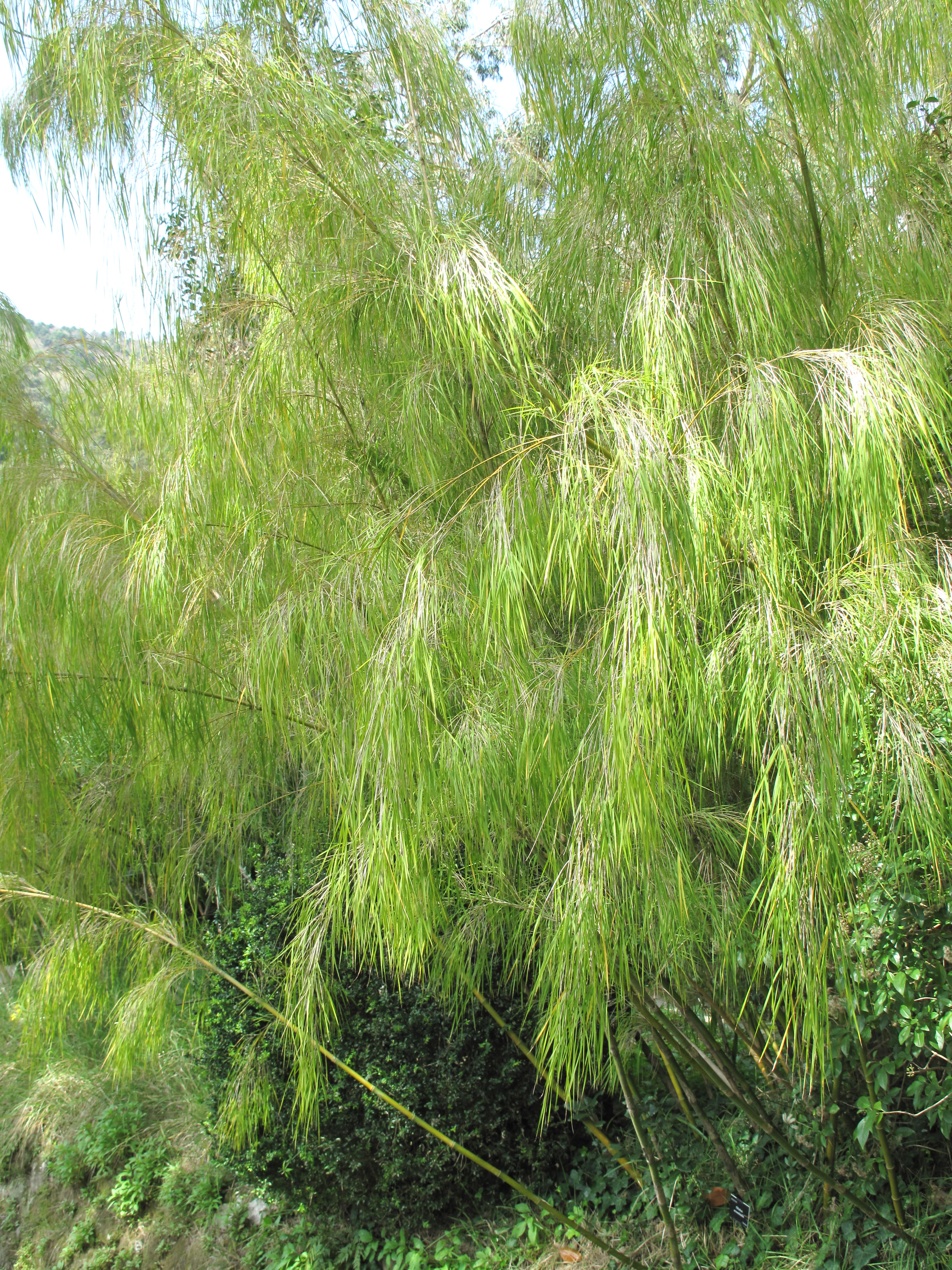
Otatea acuminata.
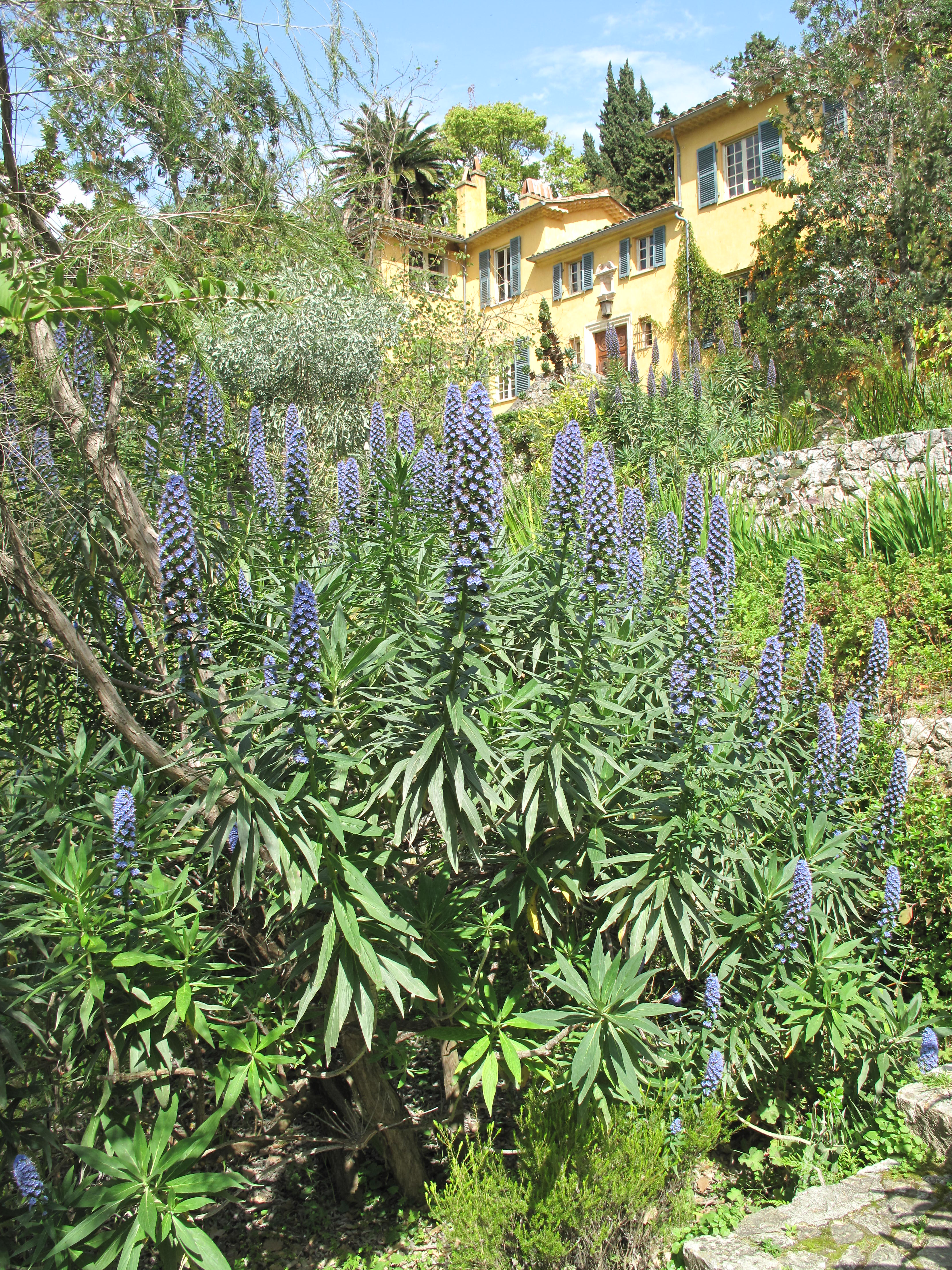
Echium candicans.
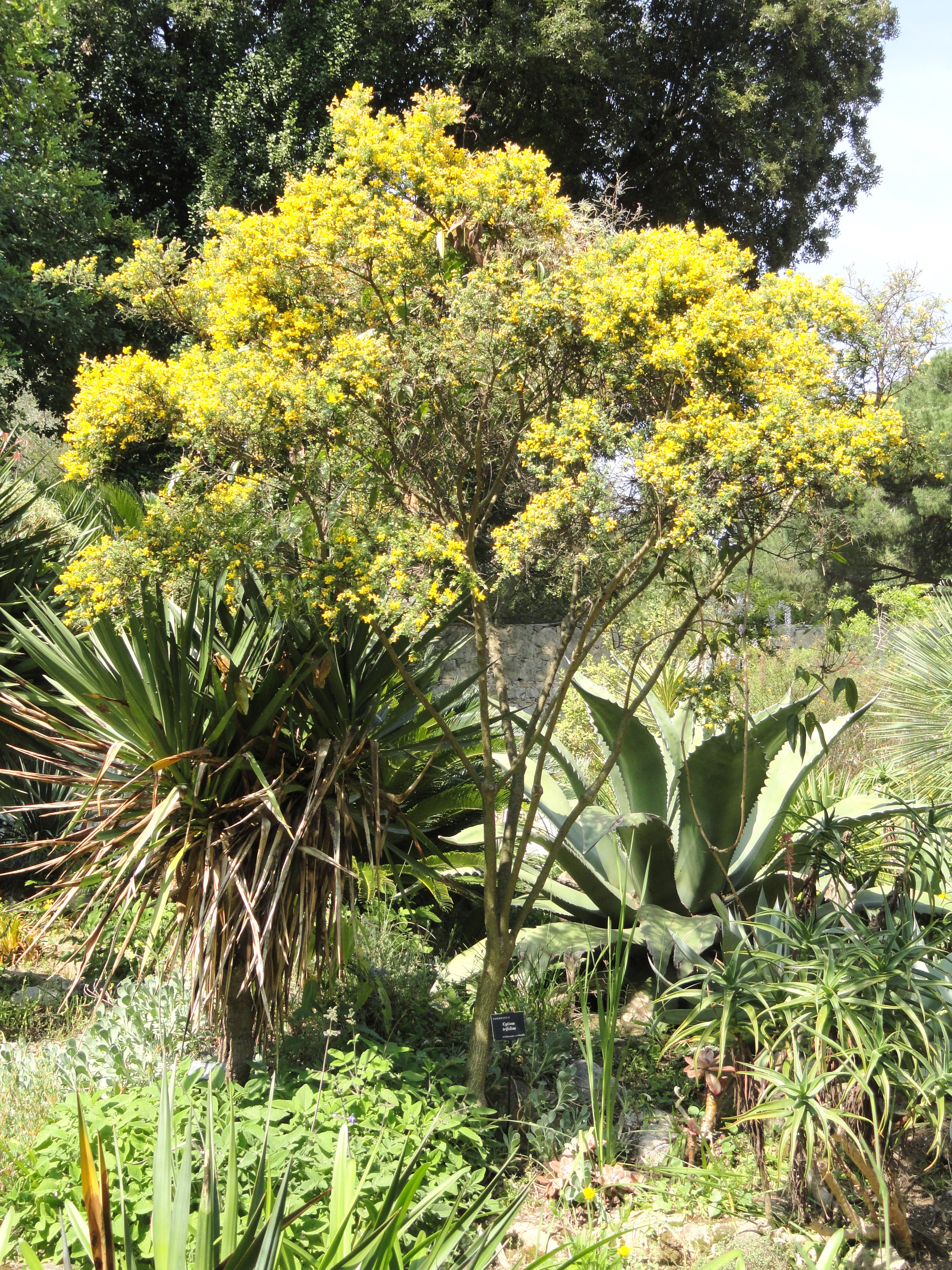
Cytisus trifolius.
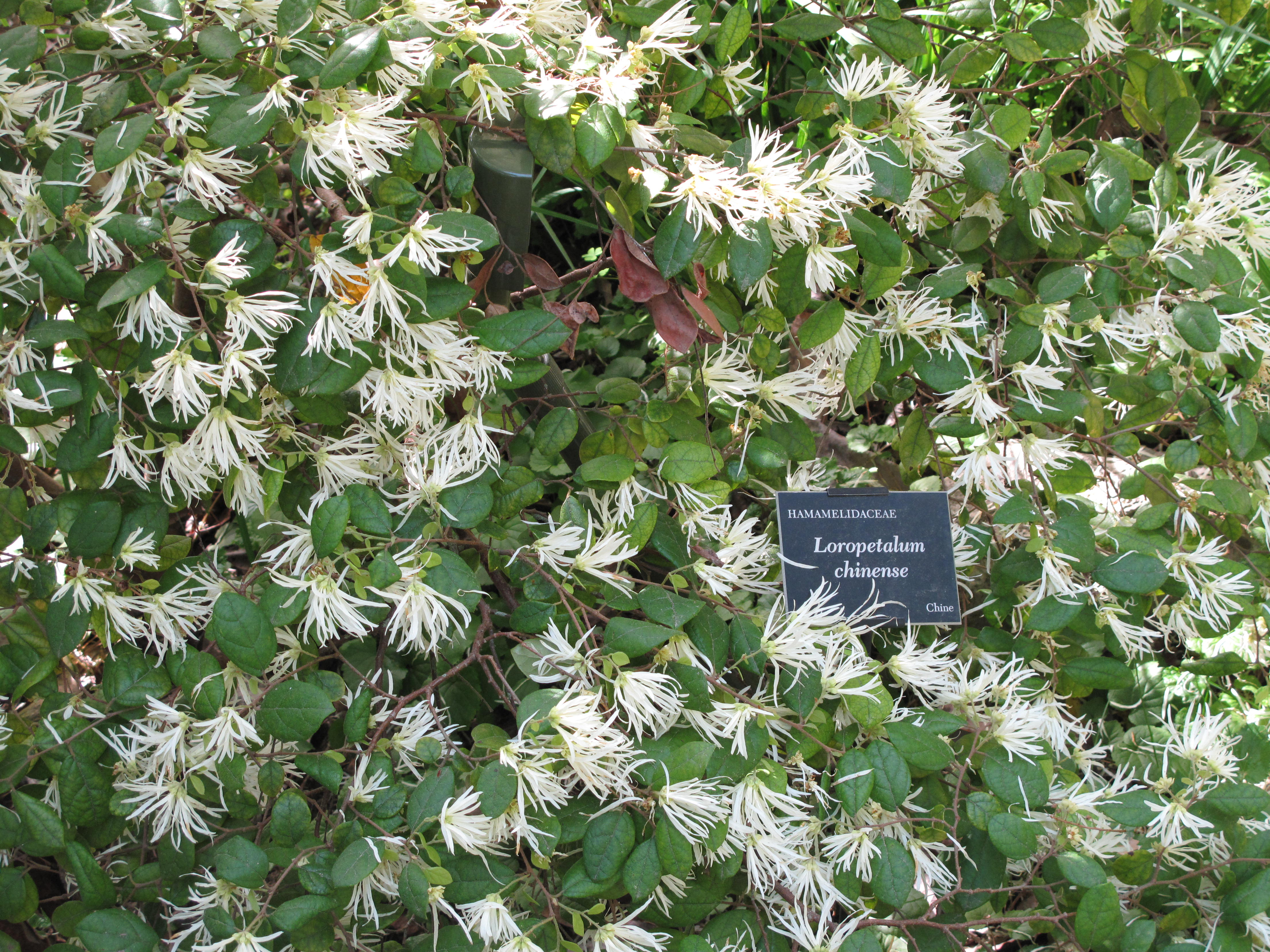
Loropetalum chinense.